# Фермонт (Западна Вирџинија)
Фермонт (енгл. Fairmont) град је у америчкој савезној држави Западна Вирџинија.

## Демографија
По попису из 2010. године број становника је 18.704, што је 393 (-2,1%) становника мање него 2000. године.
| Група             | 2000.          | 2010.          |
| Белци             | 17.090 (89,5%) | 16.476 (88,1%) |
| Афроамериканци    | 1.386 (7,3%)   | 1.411 (7,5%)   |
| Азијати           | 117 (0,6%)     | 113 (0,6%)     |
| Хиспаноамериканци | 157 (0,8%)     | 257 (1,4%)     |
| Укупно            | 19.097         | 18.704         |